# Namli
Namli è una suddivisione dell'India, classificata come nagar panchayat, di 8.475 abitanti, situata nel distretto di Ratlam, nello stato federato del Madhya Pradesh. 
In base al numero di abitanti la città rientra nella classe V (da 5.000 a 9.999 persone).

## Geografia fisica
La città è situata a 23° 25' 60 N e 75° 2' 60 E e ha un'altitudine di 489 m s.l.m..

## Società

### Evoluzione demografica
Al censimento del 2001 la popolazione di Namli assommava a 8.475 persone, delle quali 4.307 maschi e 4.168 femmine. 
I bambini di età inferiore o uguale ai sei anni assommavano a 1.297, dei quali 673 maschi e 624 femmine. Infine, coloro che erano in grado di saper almeno leggere e scrivere erano 5.527, dei quali 3.308 maschi e 2.219 femmine.